# Colonia Rafael Corrales Ayala
Colonia Rafael Corrales Ayala är en ort i Mexiko.   Den ligger i kommunen Romita och delstaten Guanajuato, i den centrala delen av landet, 300 km nordväst om huvudstaden Mexico City. Colonia Rafael Corrales Ayala ligger 1 763 meter över havet och antalet invånare är 1 020.
Terrängen runt Colonia Rafael Corrales Ayala är en högslätt. Runt Colonia Rafael Corrales Ayala är det tätbefolkat, med 297 invånare per kvadratkilometer. Närmaste större samhälle är Silao, 10,3 km nordost om Colonia Rafael Corrales Ayala. Omgivningarna runt Colonia Rafael Corrales Ayala är en mosaik av jordbruksmark och naturlig växtlighet.